# Tyrell Biggs
Tyrell Biggs (Philadelphia, Pennsylvania, 1960. december 22. –) olimpiai és világbajnok amerikai ökölvívó.
Amatőr mérlege egészen kiváló: 118 mérkőzéséből 108-at nyert meg, 6-ot vesztett el és 4 végződött döntetlennel. Azonban az olimpián szerzett aranyérmének értékét csökkenti, hogy a versenyeken a kubaiak nem vettek részt, így a toronymagasan esélyes Teófilo Stevenson sem, akitől az olimpia előtt zsinórban háromszor kapott ki.

## Amatőr eredményei
- 1982-ben világbajnok szupernehézsúlyban.
- 1983-ban bronzérmes a pánamerikai játékokon szupernehézsúlyban.
- 1984-ben olimpiai bajnok szupernehézsúlyban.

## Profi karrierje
Profiként kikapott az általa amatőrként legyőzött olasz Francesco Damianitól, a brit Lennox Lewistól és Mike Tysontól is.
30 győzelemmel és 10 vereséggel zárta profi pályafutását.